# Konrád lotaringiai herceg
Száli Konrád, melléknevén a „Vörös Konrád” (922 – 955. augusztus 10.) a Száli-házból származó frank gróf, 944-től 953-ig Lotaringia hercege, I. Ottó császár veje. 955-ben az augsburgi csatában halt meg.

## Élete
Frank gróf volt, Wernernek, Wormsgau és Speyergau grófjának fia, akit vitéz hadi szolgálataiért Ottó király 944-ben a lotaringiai hercegséggel és leányának, Liudgárd (Liutgárd) hercegnőnek kezével jutalmazott meg.
954-ben Ottó fiával, Liudolf herceggel szövetkezve fellázadt Ottó király ellen és a magyarokat is segítségül hívta. Ottó azonban leverte a felkelést és Konrád, mindenkitől elhagyatva, kénytelen volt Ottó kegyelméért könyörögni. A király megbocsátott neki és amikor a magyarok végre 955-ben megérkeztek, Konrád a frankok élén, már a magyarok ellen harcolva vett részt az augsburgi csatában, amikor is egy nyíllövés vetett véget életének. Őrá utal a Lehel-mondákban (Lehel kürtje) szereplő, hibásan „Konrád császárként” megjelölt személy neve.
Konrád herceg a száli frank uralkodó-család ősatyja; II. Konrád német-római császár is az ő dédunokája volt.